# ウェルズSF傑作集1
『ウェルズSF傑作集1』（ウェルズエスエフけっさくしゅういち、原題：The Time Machine And Other Stories）は、イギリスのSF作家H・G・ウェルズが書いた中編および短編小説を集めた作品集である。ウェルズ没後の1963年に発行された。

## 収録作品
塀についたドア（The Door in the Wall）

奇跡をおこせる男 (The Man Who Could Work Miracles) 

ダイヤモンド製造家 (The Diamond Maker) 
ロンドンの橋の上で、浮浪者のような身なりの男が話しかけてきた。私はダイヤモンドの人工製造の研究をしている。研究費に金を使うために、こんな格好をしている。試作品のダイヤがあるので100ポンドで買わないかと。見せられた試作品は、化け物のようなダイヤ？だった。
イーピヨルニスの島 (Aepyornis Island) 
ものが腐るのを防ぐ何かが含まれた沼地で、大きな卵が見つけられた。探検に同行していた現地人は、ひとりの男を残して逃げ出してしまった。ここは無人島なので簡単に脱出はできない。やがて卵は孵化し、大きなヒナが生まれた。ヒナは成長したが、ダチョウのように飛ぶことはできなかった。やがて男の身長よりも大きくなったそれは、男に襲いかかってきた。
水晶の卵 (The Crystal Egg) 
古物商の店に、水晶玉がひとつあった。それを暗いところで見ると、中に見慣れない風景が映しだされた。そこには不思議な建造物や植物があった。夜空に見える星座の配置から、この太陽系内のどこかの風景であった。二つの小さな月が回っているので、火星ではないかと思われた。
タイム・マシン (The Time Machine)

## 日本語訳書誌情報
- 『ウェルズSF傑作集1』 阿部知二訳 創元推理文庫SF 1965年12月